# Raline Shah
Pour les articles homonymes, voir Shah (homonymie).
Raline Rahmat Shah, née le 4 mars 1985 à Jakarta, est une actrice, modelo indonésienne.

## Biographie
Elle est entrée sur la scène du divertissement indonésien grand public avec son apparition en tant que l'une des candidates de Puteri Indonesia 2008 représentant Sumatra du Nord, remportant le titre La fille préférée de l'Indonésie  par vote populaire. Sa carrière dans la scène cinématographique indonésienne a commencé avec son interprétation de Riani dans le film à succès indonésien, 5 cm. Elle est devenue bien connue en Malaisie pour son apparition dans le film d'action malais Polis Evo 2 en 2018,,,.
Raline Shah a été acclamée par la critique pour son rôle dans Paradis inoubliable, y compris Meilleure actrice dans un second rôle au Festival du film de Bandung 2015 et aux Prix du cinéma indonésien 2016, ainsi qu'une nomination au Festival du film indonésien 2015,. Elle a également reçu des nominations au Festival du film de Bandung 2014 pour son rôle dans 99 lumières dans le ciel européen et aux Prix du cinéma au box-office indonésien 2018 pour son rôle dans Paradis inoubliable 2.
Raline Shah est célèbre pour sa contribution philanthropique. Avec Valencia Mieke Randa et Vivy Tolgay, elle a cofondé Rumah Harapan Indonesia, une organisation qui aide à loger et à héberger des enfants nécessitant des traitements contre le cancer et d'autres problèmes de santé graves. Raline a également collaboré avec 3 petits anges pour lancer la campagne de résolution d'amour qui vise à collecter des fonds pour les enfants gravement malades ayant besoin d'un traitement,.
Raline s'intéresse à l'alpinisme, ayant conquis plusieurs sommets tels que le Mont Rinjani à Lombok, en Indonésie et le Mont Kilimandjaro en Tanzanie. Raline s'est également aventurée dans le secteur de l'alimentation et des boissons. En 2019, elle co-fonde KISAKU, un coffee shop basé à Jakarta,,.